# Gare de Longlac
La  gare de Longlac à Longlac dans la ville de Greenstone est desservie par Le Canadien de Via Rail Canada. La gare consiste en un abri chauffé avec téléphone et toilettes, sans service.